# اچ‌ام‌اس دیانا (اچ۴۹)
اچ‌ام‌اس دیانا (اچ۴۹) (به انگلیسی: HMS Diana (H49)) یک کشتی بود که طول آن ۳۲۹ فوت (۱۰۰٫۳ متر) بود. این کشتی در سال ۱۹۳۲ ساخته شد.